# Jasminum nervosum
Jasminum nervosum es una especie de jazmín, en la familia Oleaceae. Sus hojas son utilizadas como una bebida en Vietnam.

## Descripción
Son arbustos escandentes, que alcanza un tamaño de 1-5 m de altura, glabros o escasamente pubescentes. Ramas cilíndricas. Hojas opuestas, simples, con pecíolo de 2-10 mm, articulado; limbo ovado a lanceoladas, 2.5-13 × 0.7-6 cm, como de papel, 3 - o 5 nervada de base, base anchamente cuneada a truncada, rara vez subcordada, ápice agudo a acuminado. Flores terminales o axilares, solitarias o en 3-5 cimas de flores, brácteas lineales, 1-13 mm. Corola blanca, tubo 1.3-2.6 cm, lóbulos lanceolados, 8-10, (0.8-) 1.5-2.5 cm. El fruto es una drupa de color rojo convirtiéndose en negra, globosa, 0.7-2 cm × 13.5 mm. Fl. Mar-Jul, fr. Abril-octubre.

## Distribución y hábitat
Se encuentra en las pendientes, matorrales, bosques mixtos, por debajo de 2000 metros, en Cantón, Guangxi, Guizhou, Hainan, Taiwán, Xizang, Yunnan, Bután, Camboya, India, Laos, Birmania, Nepal, Sikkim y Vietnam.

## Taxonomía
Jasminum nervosum fue descrita por João de Loureiro y publicado en Flora Cochinchinensis 1: 20–21. 1790.
Etimología
Ver: Jasminum
nervosum: epíteto latino que significa "con venas".
Sinonimia
- Jasminum amplexicaule var. elegans (Hemsl.) Kobuski
- Jasminum anastomosans Wall. ex DC.
- Jasminum anastomosans var. silhetense (Blume) C.B.Clarke
- Jasminum cinnamomifolium var. axillare Kobuski
- Jasminum elegans (Hemsl.) Yamam.
- Jasminum finlaysonianum Wall. & G.Don
- Jasminum hemsleyi Yamam.
- Jasminum laurifolium var. villosum H.Lév.
- Jasminum lindleyanum Blume
- Jasminum nervosum var. elegans (Hemsl.) L.C.Chia
- Jasminum nervosum var. villosum (H.Lév.) L.C.Chia
- Jasminum silhetense Blume
- Jasminum smalianum Brandis
- Jasminum stenopetalum Lindl.
- Jasminum subtriplinerve Blume
- Jasminum trinerve Roxb.
- Jasminum trineuron Kobuski
- Jasminum undulatum var. elegans Hemsl.[4][5]